# Вольная Солянка
Вольная Склянка — село в Кинель-Черкасском районе Самарской области России. Входит в состав сельского поселения Кинель-Черкассы.

## География
Село находится в восточной части области, в пределах Высокого Заволжья, в лесостепной зоне, у истоков реки Солянка, на расстоянии примерно 9 километров по прямой на запад от районного центра села Кинель-Черкассы, административного центра района.

## Климат
Климат характеризуется как умеренно континентальный, с холодной малоснежной зимой и жарким сухим летом. Среднегодовая температура воздуха — 4,1 °С. Средняя температура воздуха самого тёплого месяца (июля) — 20,7 °C (абсолютный максимум — 40 °C); самого холодного (января) — −13 °C (абсолютный минимум — −43 °C). Среднегодовое количество атмосферных осадков составляет 469 мм, из которых 297 мм выпадает в период с апреля по октябрь. Снежный покров держится в течение 147 дней.

## Население
| 2010 |
| ---- |
| 520  |

### Национальный состав
Согласно результатам переписи 2002 года, в национальной структуре населения русские составляли 85 % из 573 чел.

## Инфраструктура
Развито сельское хозяйство.

## Транспорт
Доступна автотранспортом.